# Décès en 1289
Décès
- 1285
- 1286
- 1287
- 1288
- 1289
- 1290
- 1291
- 1292
- 1293

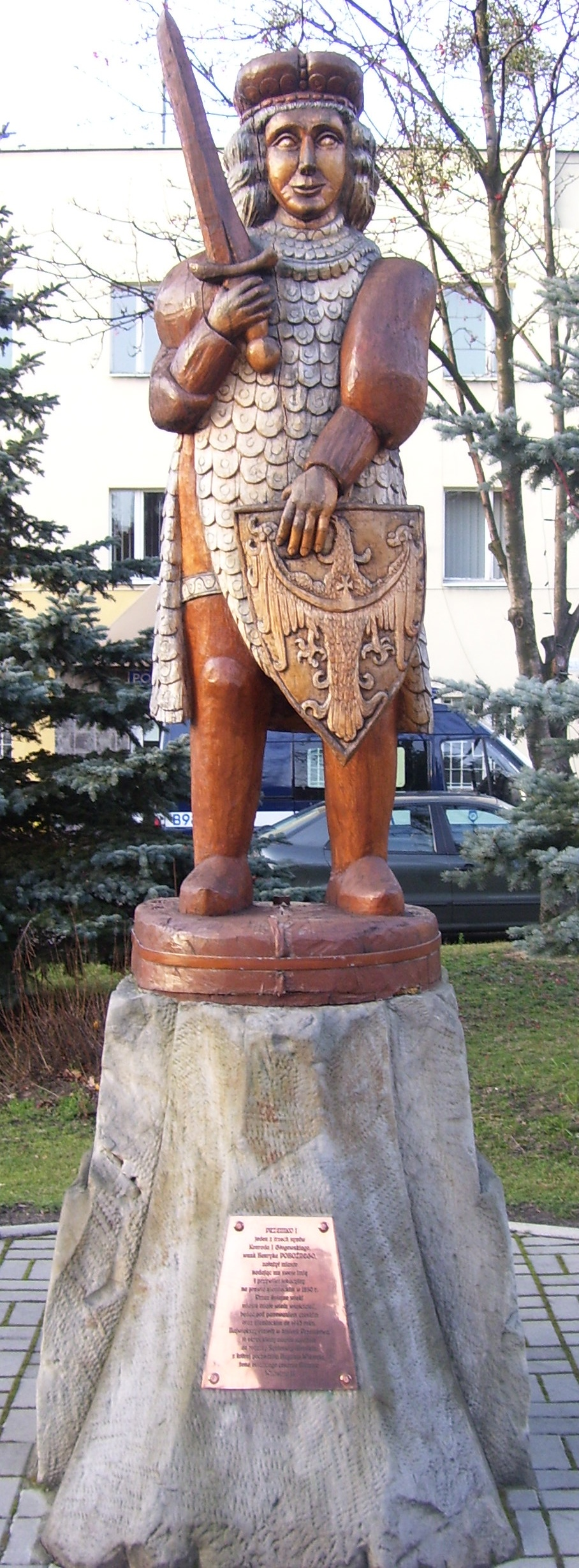
Statue de Przemko de Ścinawa, mort en 1289.

Cette page dresse une liste de personnalités mortes au cours de l'année 1289 :
- 26 février : Przemko de Ścinawa
- 12 mars : Démétrius II de Géorgie, roi de Géorgie.
- 19 mars : Jean de Parme, moine franciscain italien, ministre général des franciscains.
- 22 mai : Pierre Rossignon, ou Pierre du Ross-Choîtron, écrivain, poète, jongleur et sculpteur français.
- 24 mai : Frédéric V de Zollern, comte de Zollern.
- 27 mai : Jean III de Mecklembourg, prince du Mecklembourg.
- 24 août : Patrick Dunbar, 3e comte de Dunbar.
- septembre : Duncan III, 8e comte de Fife et gardien de l'Écosse.
- 2 novembre : Giovanni Dandolo, 48e doge de Venise.
- 23 novembre : Fakhr al-Dīn Ibrāhīm ʻIrāqī (en), poète soufi de langue persane[1].

- Baudoin d'Avesnes, chevalier, seigneur de Beaumont, dans le Hainaut, à qui est attribuée traditionnellement une Chronique universelle en ancien français.
- Bentivenga da Bentivengi, cardinal italien.
- Alexander Comyn, 6e comte de Buchan, magnat Scoto-Normand de la famille Comyn qui fut l'un des personnages les plus influents du royaume d'Écosse.
- Ugolin della Gherardesca, comte de Donoratico, militaire et homme politique italien, tyran de Pise.
- Fredol de Saint-Bonnet, évêque d'Oviedo puis évêque du Puy.
- Germain III, patriarche de Constantinople.
- Gruffydd Fychan Ier, Prince de Powys du Nord.
- Il-yeon, écrivain coréen du royaume de Koryo, puis du Joseon.
- Ippen, moine bouddhique japonais de l’époque de Kamakura, fondateur de l’école amidiste Ji-shū (école du temps).
- Jean Ier Doukas, chef de la Thessalie.
- Léon III d'Arménie, roi d'Arménie.
- Folco Portinari, banquier florentin.
- Przemko de Ścinawa, duc de Żagań et duc de Ścinawa.

## Crédit d'auteurs
- Cet article est partiellement ou en totalité issu de l'article intitulé « 1289 » (voir la liste des auteurs).